# Liste des souverains d'Anhalt
Cet article contient la liste des souverains d'Anhalt, qui portaient variablement les titres de prince, comte et duc. Cette famille divisait les terres entre les enfants mâles, ce qui donna naissance à de nombreuses dynasties. Pour plus de simplicité, l'histoire a plus souvent retenu une formule abrégée de leur titre, en plaçant le titre principal «prince d'Anhalt» pour ensuite y ajouter avec un tiret le nom de la ville où ces princes sont établis, soit Bernburg, Zerbst, Dessau, Plötzkau, Köthen, Hoym, Schaumburg et Wörlitz.

## Comtes d'Anhalt (jusqu'en 1218)
| Portrait  | Nom                                            | Règne        | Notes                                                                                                   |
| --------- | ---------------------------------------------- | ------------ | --- |
| Othon     | Othon « le Riche » (v. 1070 – 9 février 1123)  | 1100? – 1123 | Comte de Ballenstedt depuis 1080, semble avoir été le premier à prendre le titre de « comte d'Anhalt ». |
| Albert    | Albert « l'Ours » (v. 1100 – 18 novembre 1170) | 1123 – 1170  | Fils d'Othon et d'Eilika de Saxe. Également margrave de Brandebourg et duc de Saxe.                     |
| Bernard   | Bernard (v. 1140 – 2 février 1212)             | 1170 – 1212  | Fils d'Albert et de Sophie de Winzenburg. Également duc de Saxe à partir de 1180 (Bernard III).         |
| Henri Ier | Henri Ier (v. 1170 – 1252)                     | 1212 – 1218  | Fils de Bernard et de Brigitte de Danemark. Élevé au rang de prince en 1218.                            |

## Princes d'Anhalt (1218-1252)
| Portrait  | Nom                        | Règne       | Notes |
| --------- | -------------------------- | ----------- | ----- |
| Henri Ier | Henri Ier (v. 1170 – 1252) | 1218 – 1252 |       |

## Divisions (1252-1570)
À sa mort, Henri Ier partage l'Anhalt entre ses trois fils :
- Henri II devient prince d'Anhalt-Aschersleben ;
- Bernard Ier devient prince d'Anhalt-Bernbourg ;
- Siegfried Ier devient prince d'Anhalt-Zerbst.

En 1315, la branche d'Anhalt-Aschersleben s'éteint. Ses terres sont rattachées à la principauté épiscopale de Halberstadt.
En 1396, l'Anhalt-Zerbst est divisé entre les fils de Jean II :
- Sigismond Ier devient prince d'Anhalt-Dessau ;
- Albert IV devient prince d'Anhalt-Köthen.

En 1468, la branche d'Anhalt-Bernbourg s'éteint. Ses terres sont partagées entre la principauté d'Anhalt-Dessau et la principauté d'Anhalt-Köthen.
En 1544, l'Anhalt-Dessau est divisé entre les fils d'Ernest Ier :
- Jean V devient prince d'Anhalt-Zerbst ;
- Georges III devient prince d'Anhalt-Plötzkau.

En 1553, Georges d'Anhalt-Plötzkau meurt sans descendance. Ses terres sont rattachées à la principauté d'Anhalt-Zerbst. En 1562, la lignée d'Anhalt-Köthen s'éteint et connaît le même sort. En 1570, Joachim-Ernest d'Anhalt-Zerbst se retrouve le seul souverain de tout l'Anhalt.
|           | Aschersleben                                                                                 | Bernbourg                                            | Zerbst                                               | Zerbst                                               | Zerbst                                      |           |
| 1252-1266 | Henri II                                                                                     | Bernard Ier                                          | Siegfried Ier                                        | Siegfried Ier                                        | Siegfried Ier                               | 1252-1266 |
| 1266-1283 | Othon Ier et Henri III                                                                       | Bernard Ier                                          | Siegfried Ier                                        | Siegfried Ier                                        | Siegfried Ier                               | 1266-1283 |
| 1283-1287 | Othon Ier                                                                                    | Bernard Ier                                          | Siegfried Ier                                        | Siegfried Ier                                        | Siegfried Ier                               | 1283-1287 |
| 1287-1291 | Othon Ier                                                                                    | Jean Ier et Bernard II                               | Siegfried Ier                                        | Siegfried Ier                                        | Siegfried Ier                               | 1287-1291 |
| 1291-1298 | Othon Ier                                                                                    | Bernard II                                           | Siegfried Ier                                        | Siegfried Ier                                        | Siegfried Ier                               | 1291-1298 |
| 1298-1304 | Othon Ier                                                                                    | Bernard II                                           | Albert Ier                                           | Albert Ier                                           | Albert Ier                                  | 1298-1304 |
| 1304-1315 | Othon II                                                                                     | Bernard II                                           | Albert Ier                                           | Albert Ier                                           | Albert Ier                                  | 1304-1315 |
| 1315-1316 | La principauté d'Anhalt-Aschersleben est annexée à la principauté épiscopale de Halberstadt. | Bernard II                                           | Albert Ier                                           | Albert Ier                                           | Albert Ier                                  | 1315-1316 |
| 1316-1323 | La principauté d'Anhalt-Aschersleben est annexée à la principauté épiscopale de Halberstadt. | Bernard II                                           | Albert II et Valdemar Ier                            | Albert II et Valdemar Ier                            | Albert II et Valdemar Ier                   | 1316-1323 |
| 1323-1348 | La principauté d'Anhalt-Aschersleben est annexée à la principauté épiscopale de Halberstadt. | Bernard III                                          | Albert II et Valdemar Ier                            | Albert II et Valdemar Ier                            | Albert II et Valdemar Ier                   | 1323-1348 |
| 1348-1354 | La principauté d'Anhalt-Aschersleben est annexée à la principauté épiscopale de Halberstadt. | Bernard IV                                           | Albert II et Valdemar Ier                            | Albert II et Valdemar Ier                            | Albert II et Valdemar Ier                   | 1354-1354 |
| 1354-1362 | La principauté d'Anhalt-Aschersleben est annexée à la principauté épiscopale de Halberstadt. | Henri IV                                             | Albert II et Valdemar Ier                            | Albert II et Valdemar Ier                            | Albert II et Valdemar Ier                   | 1354-1362 |
| 1362-1368 | La principauté d'Anhalt-Aschersleben est annexée à la principauté épiscopale de Halberstadt. | Henri IV                                             | Jean II et Valdemar Ier                              | Jean II et Valdemar Ier                              | Jean II et Valdemar Ier                     | 1362-1368 |
| 1368-1371 | La principauté d'Anhalt-Aschersleben est annexée à la principauté épiscopale de Halberstadt. | Henri IV                                             | Jean II et Valdemar II                               | Jean II et Valdemar II                               | Jean II et Valdemar II                      | 1368-1371 |
| 1371-1374 | La principauté d'Anhalt-Aschersleben est annexée à la principauté épiscopale de Halberstadt. | Henri IV                                             | Jean II                                              | Jean II                                              | Jean II                                     | 1371-1374 |
| 1374-1382 | La principauté d'Anhalt-Aschersleben est annexée à la principauté épiscopale de Halberstadt. | Othon III                                            | Jean II                                              | Jean II                                              | Jean II                                     | 1374-1382 |
| 1382-1391 | La principauté d'Anhalt-Aschersleben est annexée à la principauté épiscopale de Halberstadt. | Othon III                                            | Sigismond Ier, Albert IV et Valdemar III             | Sigismond Ier, Albert IV et Valdemar III             | Sigismond Ier, Albert IV et Valdemar III    | 1382-1391 |
| 1391-1396 | La principauté d'Anhalt-Aschersleben est annexée à la principauté épiscopale de Halberstadt. | Othon III                                            | Sigismond Ier et Albert IV                           | Sigismond Ier et Albert IV                           | Sigismond Ier et Albert IV                  | 1391-1396 |
| 1396      | La principauté d'Anhalt-Aschersleben est annexée à la principauté épiscopale de Halberstadt. | Othon III                                            | Dessau                                               | Dessau                                               | Köthen                                      | 1396      |
| 1396-1404 | La principauté d'Anhalt-Aschersleben est annexée à la principauté épiscopale de Halberstadt. | Othon III                                            | Sigismond Ier                                        | Sigismond Ier                                        | Albert IV                                   | 1396-1404 |
| 1404-1405 | La principauté d'Anhalt-Aschersleben est annexée à la principauté épiscopale de Halberstadt. | Othon IV et Bernard V                                | Sigismond Ier                                        | Sigismond Ier                                        | Albert IV                                   | 1404-1405 |
| 1405-1415 | La principauté d'Anhalt-Aschersleben est annexée à la principauté épiscopale de Halberstadt. | Othon IV et Bernard V                                | Valdemar IV, Georges Ier, Sigismond II et Albert V   | Valdemar IV, Georges Ier, Sigismond II et Albert V   | Albert IV                                   | 1405-1415 |
| 1415-1417 | La principauté d'Anhalt-Aschersleben est annexée à la principauté épiscopale de Halberstadt. | Bernard V                                            | Valdemar IV, Georges Ier, Sigismond II et Albert V   | Valdemar IV, Georges Ier, Sigismond II et Albert V   | Albert IV                                   | 1415-1417 |
| 1417-1420 | La principauté d'Anhalt-Aschersleben est annexée à la principauté épiscopale de Halberstadt. | Bernard V                                            | Georges Ier, Sigismond II et Albert V                | Georges Ier, Sigismond II et Albert V                | Albert IV                                   | 1417-1420 |
| 1420-1423 | La principauté d'Anhalt-Aschersleben est annexée à la principauté épiscopale de Halberstadt. | Bernard VI                                           | Georges Ier, Sigismond II et Albert V                | Georges Ier, Sigismond II et Albert V                | Albert IV                                   | 1420-1423 |
| 1423-1436 | La principauté d'Anhalt-Aschersleben est annexée à la principauté épiscopale de Halberstadt. | Bernard VI                                           | Georges Ier, Sigismond II et Albert V                | Georges Ier, Sigismond II et Albert V                | Adolphe Ier et Valdemar V                   | 1423-1436 |
| 1436-1452 | La principauté d'Anhalt-Aschersleben est annexée à la principauté épiscopale de Halberstadt. | Bernard VI                                           | Georges Ier, Sigismond II et Albert V                | Georges Ier, Sigismond II et Albert V                | Adolphe Ier                                 | 1436-1452 |
| 1452-1468 | La principauté d'Anhalt-Aschersleben est annexée à la principauté épiscopale de Halberstadt. | Bernard VI                                           | Georges Ier et Albert V                              | Georges Ier et Albert V                              | Adolphe Ier                                 | 1452-1468 |
| 1468-1469 | La principauté d'Anhalt-Aschersleben est annexée à la principauté épiscopale de Halberstadt. | Georges Ier et Albert V                              | Georges Ier et Albert V                              | Georges Ier et Albert V                              | Adolphe Ier                                 | 1468-1469 |
| 1469-1471 | La principauté d'Anhalt-Aschersleben est annexée à la principauté épiscopale de Halberstadt. | Georges Ier                                          | Georges Ier                                          | Georges Ier                                          | Adolphe Ier                                 | 1469-1471 |
| 1471-1473 | La principauté d'Anhalt-Aschersleben est annexée à la principauté épiscopale de Halberstadt. | Georges Ier                                          | Georges Ier                                          | Georges Ier                                          | Adolphe Ier et Valdemar VI                  | 1471-1473 |
| 1473-1474 | La principauté d'Anhalt-Aschersleben est annexée à la principauté épiscopale de Halberstadt. | Georges Ier                                          | Georges Ier                                          | Georges Ier                                          | Albert VI et Valdemar VI                    | 1473-1474 |
| 1474-1475 | La principauté d'Anhalt-Aschersleben est annexée à la principauté épiscopale de Halberstadt. | Ernest Ier, Georges II, Sigismond III et Rodolphe IV | Ernest Ier, Georges II, Sigismond III et Rodolphe IV | Ernest Ier, Georges II, Sigismond III et Rodolphe IV | Albert VI et Valdemar VI                    | 1474-1475 |
| 1475-1487 | La principauté d'Anhalt-Aschersleben est annexée à la principauté épiscopale de Halberstadt. | Ernest Ier, Georges II, Sigismond III et Rodolphe IV | Ernest Ier, Georges II, Sigismond III et Rodolphe IV | Ernest Ier, Georges II, Sigismond III et Rodolphe IV | Philippe, Magnus, Adolphe II et Valdemar VI | 1475-1487 |
| 1487-1500 | La principauté d'Anhalt-Aschersleben est annexée à la principauté épiscopale de Halberstadt. | Ernest Ier, Georges II et Rodolphe IV                | Ernest Ier, Georges II et Rodolphe IV                | Ernest Ier, Georges II et Rodolphe IV                | Philippe, Magnus, Adolphe II et Valdemar VI | 1487-1500 |
| 1500-1508 | La principauté d'Anhalt-Aschersleben est annexée à la principauté épiscopale de Halberstadt. | Ernest Ier, Georges II et Rodolphe IV                | Ernest Ier, Georges II et Rodolphe IV                | Ernest Ier, Georges II et Rodolphe IV                | Magnus, Adolphe II et Valdemar VI           | 1500-1508 |
| 1508-1509 | La principauté d'Anhalt-Aschersleben est annexée à la principauté épiscopale de Halberstadt. | Ernest Ier, Georges II et Rodolphe IV                | Ernest Ier, Georges II et Rodolphe IV                | Ernest Ier, Georges II et Rodolphe IV                | Wolfgang                                    | 1508-1509 |
| 1509-1510 | La principauté d'Anhalt-Aschersleben est annexée à la principauté épiscopale de Halberstadt. | Ernest Ier et Rodolphe IV                            | Ernest Ier et Rodolphe IV                            | Ernest Ier et Rodolphe IV                            | Wolfgang                                    | 1509-1510 |
| 1510-1516 | La principauté d'Anhalt-Aschersleben est annexée à la principauté épiscopale de Halberstadt. | Ernest Ier                                           | Ernest Ier                                           | Ernest Ier                                           | Wolfgang                                    | 1510-1516 |
| 1516-1544 | La principauté d'Anhalt-Aschersleben est annexée à la principauté épiscopale de Halberstadt. | Jean V, Georges III et Joachim Ier                   | Jean V, Georges III et Joachim Ier                   | Jean V, Georges III et Joachim Ier                   | Wolfgang                                    | 1516-1544 |
| 1544      | La principauté d'Anhalt-Aschersleben est annexée à la principauté épiscopale de Halberstadt. | Plötzkau                                             | Zerbst                                               | Dessau                                               | Wolfgang                                    | 1544      |
| 1544-1551 | La principauté d'Anhalt-Aschersleben est annexée à la principauté épiscopale de Halberstadt. | Georges III                                          | Jean V                                               | Joachim Ier                                          | Wolfgang                                    | 1544-1551 |
| 1551-1553 | La principauté d'Anhalt-Aschersleben est annexée à la principauté épiscopale de Halberstadt. | Georges III                                          | Charles Ier, Joachim-Ernest et Bernard VII           | Joachim Ier                                          | Wolfgang                                    | 1551-1553 |
| 1553-1561 | La principauté d'Anhalt-Aschersleben est annexée à la principauté épiscopale de Halberstadt. | Charles Ier, Joachim-Ernest et Bernard VII           | Charles Ier, Joachim-Ernest et Bernard VII           | Joachim Ier                                          | Wolfgang                                    | 1553-1561 |
| 1561      | La principauté d'Anhalt-Aschersleben est annexée à la principauté épiscopale de Halberstadt. | Joachim-Ernest et Bernard VII                        | Joachim-Ernest et Bernard VII                        | Joachim Ier                                          | Wolfgang                                    | 1561      |
| 1561-1562 | La principauté d'Anhalt-Aschersleben est annexée à la principauté épiscopale de Halberstadt. | Joachim-Ernest et Bernard VII                        | Joachim-Ernest et Bernard VII                        | Joachim-Ernest et Bernard VII                        | Wolfgang                                    | 1561-1562 |
| 1562-1570 | La principauté d'Anhalt-Aschersleben est annexée à la principauté épiscopale de Halberstadt. | Joachim-Ernest et Bernard VII                        | Joachim-Ernest et Bernard VII                        | Joachim-Ernest et Bernard VII                        | Joachim-Ernest et Bernard VII               | 1562-1570 |
| 1570      | La principauté d'Anhalt-Aschersleben est annexée à la principauté épiscopale de Halberstadt. | Joachim-Ernest                                       | Joachim-Ernest                                       | Joachim-Ernest                                       | Joachim-Ernest                              | 1570      |

## Princes d'Anhalt (1570-1603)
| Portrait         | Nom                                                | Règne       | Notes                                                                                       |
| ---------------- | -------------------------------------------------- | ----------- | ------------------------------------------------------------------------------------------- |
| Joachim-Ernest   | Joachim-Ernest (21 octobre 1536 – 6 décembre 1586) | 1570 – 1586 | À sa mort, ses sept fils lui succèdent conjointement.                                       |
| Jean-Georges Ier | Jean-Georges Ier (9 mai 1567 – 24 mai 1618)        | 1586 – 1603 | Fils aîné de Joachim-Ernest et d'Agnès de Barby-Mühlingen.                                  |
| Christian Ier    | Christian Ier (11 mai 1568 – 17 avril 1630)        | 1586 – 1603 | Deuxième fils de Joachim-Ernest et d'Agnès de Barby-Mühlingen.                              |
| Bernard          | Bernard (25 septembre 1571 – 24 novembre 1596)     | 1586 – 1596 | Troisième fils de Joachim-Ernest, le premier par sa seconde femme Éléonore de Wurtemberg.   |
| Auguste          | Auguste (14 juillet 1575 – 22 août 1653)           | 1586 – 1603 | Quatrième fils de Joachim-Ernest, le deuxième par sa seconde femme Éléonore de Wurtemberg.  |
| Rodolphe         | Rodolphe (28 octobre 1576 – 30 juillet 1621)       | 1586 – 1603 | Cinquième fils de Joachim-Ernest, le troisième par sa seconde femme Éléonore de Wurtemberg. |
| Jean-Ernest      | Jean-Ernest (1er mai 1578 – 12 décembre 1601)      | 1586 – 1601 | Sixième fils de Joachim-Ernest, le quatrième par sa seconde femme Éléonore de Wurtemberg.   |
| Louis            | Louis (17 juin 1579 – 7 janvier 1650)              | 1586 – 1603 | Septième fils de Joachim-Ernest, le cinquième par sa seconde femme Éléonore de Wurtemberg.  |

## Divisions (1603-1863)
En 1603, les fils survivants de Joachim-Ernest se partagent à nouveau l'Anhalt :
- Jean-Georges Ier devient prince d'Anhalt-Dessau ;
- Christian Ier devient prince d'Anhalt-Bernbourg (extinction en 1863) ;
- Auguste devient prince d'Anhalt-Plötzkau (extinction en 1847) ;
- Rodolphe devient prince d'Anhalt-Zerbst (extinction en 1793) ;
- Louis devient prince d'Anhalt-Köthen (extinction en 1665).

En 1635, un cadet de Christian Ier, Frédéric, fonde la principauté d'Anhalt-Harzgerode. Elle est réunie à l'Anhalt-Bernbourg en 1709.
La branche d'Anhalt-Köthen s'éteint en 1665. Köthen passe à la lignée d'Anhalt-Plötzkau, tandis que l'Anhalt-Bernbourg récupère Plötzkau.
En 1667, après la mort de Jean VI d'Anhalt-Zerbst, ses terres sont partagées entre ses trois fils, donnant naissance aux principautés d'Anhalt-Mühlingen et d'Anhalt-Dornbourg. La première est réintégrée à l'Anhalt-Zerbst en 1714, tandis que les princes de la seconde héritent du Zerbst à l'extinction de la lignée aînée, en 1742.
En 1718, après la mort de Victor-Amédée d'Anhalt-Bernbourg, ses terres sont partagées entre ses deux fils, et son cadet devient prince d'Anhalt-Zeist-Hoym. Cette principauté, rebaptisée Anhalt-Bernbourg-Schaumbourg-Hoym en 1727, est réunie à l'Anhalt-Bernbourg en 1812.
La branche d'Anhalt-Zerbst s'éteint en 1793. Ses terres sont réparties entre les autres branches de la famille.
L'Anhalt-Bernbourg devient un duché en 1803, l'Anhalt-Köthen en 1806 et l'Anhalt-Dessau en 1807. La lignée d'Anhalt-Köthen s'éteint en 1847 et celle d'Anhalt-Bernbourg en 1863, ce qui permet au duc Léopold IV d'Anhalt-Dessau de réunifier l'Anhalt.
|           | Dessau           | Bernbourg                                | Bernbourg                 | Plötzkau                              | Zerbst                                     | Zerbst                                     | Zerbst                                                                                    | Köthen                     |           |
| 1603-1618 | Jean-Georges Ier | Christian Ier                            | Christian Ier             | Auguste                               | Rodolphe                                   | Rodolphe                                   | Rodolphe                                                                                  | Louis                      | 1603-1618 |
| 1618-1621 | Jean-Casimir     | Christian Ier                            | Christian Ier             | Auguste                               | Rodolphe                                   | Rodolphe                                   | Rodolphe                                                                                  | Louis                      | 1618-1621 |
| 1621-1630 | Jean-Casimir     | Christian Ier                            | Christian Ier             | Auguste                               | Jean VI                                    | Jean VI                                    | Jean VI                                                                                   | Louis                      | 1621-1630 |
| 1630-1635 | Jean-Casimir     | Christian II                             | Christian II              | Auguste                               | Jean VI                                    | Jean VI                                    | Jean VI                                                                                   | Louis                      | 1630-1635 |
| 1635-1650 | Jean-Casimir     | Harzgerode Frédéric                      | Bernbourg Christian II    | Auguste                               | Jean VI                                    | Jean VI                                    | Jean VI                                                                                   | Louis                      | 1635-1650 |
| 1650-1653 | Jean-Casimir     | Harzgerode Frédéric                      | Bernbourg Christian II    | Auguste                               | Jean VI                                    | Jean VI                                    | Jean VI                                                                                   | Guillaume-Louis            | 1650-1653 |
| 1653-1654 | Jean-Casimir     | Harzgerode Frédéric                      | Bernbourg Christian II    | Ernest-Gottlieb, Lebrecht et Emmanuel | Jean VI                                    | Jean VI                                    | Jean VI                                                                                   | Guillaume-Louis            | 1653-1654 |
| 1654-1656 | Jean-Casimir     | Harzgerode Frédéric                      | Bernbourg Christian II    | Lebrecht et Emmanuel                  | Jean VI                                    | Jean VI                                    | Jean VI                                                                                   | Guillaume-Louis            | 1654-1656 |
| 1656-1660 | Jean-Casimir     | Harzgerode Frédéric                      | Bernbourg Victor-Amédée   | Lebrecht et Emmanuel                  | Jean VI                                    | Jean VI                                    | Jean VI                                                                                   | Guillaume-Louis            | 1656-1660 |
| 1660-1665 | Jean-Georges II  | Harzgerode Frédéric                      | Bernbourg Victor-Amédée   | Lebrecht et Emmanuel                  | Jean VI                                    | Jean VI                                    | Jean VI                                                                                   | Guillaume-Louis            | 1660-1665 |
| 1665-1667 | Jean-Georges II  | Harzgerode Frédéric                      | Victor-Amédée             | Victor-Amédée                         | Jean VI                                    | Jean VI                                    | Jean VI                                                                                   | Lebrecht et Emmanuel       | 1665-1667 |
| 1667-1669 | Jean-Georges II  | Harzgerode Frédéric                      | Victor-Amédée             | Victor-Amédée                         | Zerbst Charles-Guillaume                   | Mühlingen Antoine-Günther                  | Dornbourg Jean-Louis Ier                                                                  | Lebrecht et Emmanuel       | 1667-1669 |
| 1669-1670 | Jean-Georges II  | Harzgerode Frédéric                      | Victor-Amédée             | Victor-Amédée                         | Zerbst Charles-Guillaume                   | Mühlingen Antoine-Günther                  | Dornbourg Jean-Louis Ier                                                                  | Emmanuel                   | 1669-1670 |
| 1670-1693 | Jean-Georges II  | Harzgerode Guillaume-Louis               | Victor-Amédée             | Victor-Amédée                         | Zerbst Charles-Guillaume                   | Mühlingen Antoine-Günther                  | Dornbourg Jean-Louis Ier                                                                  | Emmanuel-Lebrecht          | 1670-1693 |
| 1693-1704 | Léopold Ier      | Harzgerode Guillaume-Louis               | Victor-Amédée             | Victor-Amédée                         | Zerbst Charles-Guillaume                   | Mühlingen Antoine-Günther                  | Dornbourg Jean-Louis Ier                                                                  | Emmanuel-Lebrecht          | 1693-1704 |
| 1704-1709 | Léopold Ier      | Harzgerode Guillaume-Louis               | Victor-Amédée             | Victor-Amédée                         | Zerbst Charles-Guillaume                   | Mühlingen Antoine-Günther                  | Dornburg Jean-Louis II, Jean-Auguste, Christian-Auguste, Christian-Louis et Jean-Frédéric | Léopold                    | 1704-1709 |
| 1709-1710 | Léopold Ier      | Victor-Amédée                            | Victor-Amédée             | Victor-Amédée                         | Zerbst Charles-Guillaume                   | Mühlingen Antoine-Günther                  | Dornburg Jean-Louis II, Christian-Auguste, Christian-Louis et Jean-Frédéric               | Léopold                    | 1709-1710 |
| 1710-1714 | Léopold Ier      | Victor-Amédée                            | Victor-Amédée             | Victor-Amédée                         | Zerbst Charles-Guillaume                   | Mühlingen Antoine-Günther                  | Dornburg Jean-Louis II, Christian-Auguste et Jean-Frédéric                                | Léopold                    | 1710-1714 |
| 1714-1718 | Léopold Ier      | Victor-Amédée                            | Victor-Amédée             | Victor-Amédée                         | Zerbst Charles-Guillaume                   | Zerbst Charles-Guillaume                   | Dornburg Jean-Louis II, Christian-Auguste et Jean-Frédéric                                | Léopold                    | 1714-1718 |
| 1718-1721 | Léopold Ier      | Zeitz-Hoym Lebrecht                      | Charles-Frédéric          | Charles-Frédéric                      | Zerbst Jean-Auguste                        | Zerbst Jean-Auguste                        | Dornburg Jean-Louis II, Christian-Auguste et Jean-Frédéric                                | Léopold                    | 1718-1721 |
| 1721-1727 | Léopold Ier      | Zeitz-Hoym Lebrecht                      | Victor-Frédéric           | Victor-Frédéric                       | Zerbst Jean-Auguste                        | Zerbst Jean-Auguste                        | Dornburg Jean-Louis II, Christian-Auguste et Jean-Frédéric                                | Léopold                    | 1721-1727 |
| 1727-1728 | Léopold Ier      | Bernbourg-Schaumbourg-Hoym Victor Ier    | Victor-Frédéric           | Victor-Frédéric                       | Zerbst Jean-Auguste                        | Zerbst Jean-Auguste                        | Dornburg Jean-Louis II, Christian-Auguste et Jean-Frédéric                                | Léopold                    | 1727-1728 |
| 1721-1742 | Léopold Ier      | Bernbourg-Schaumbourg-Hoym Victor Ier    | Victor-Frédéric           | Victor-Frédéric                       | Zerbst Jean-Auguste                        | Zerbst Jean-Auguste                        | Dornburg Jean-Louis II, Christian-Auguste et Jean-Frédéric                                | Auguste-Louis              | 1721-1742 |
| 1742-1746 | Léopold Ier      | Bernbourg-Schaumbourg-Hoym Victor Ier    | Victor-Frédéric           | Victor-Frédéric                       | Zerbst Jean-Louis II et Christian-Auguste  | Zerbst Jean-Louis II et Christian-Auguste  | Zerbst Jean-Louis II et Christian-Auguste                                                 | Auguste-Louis              | 1742-1746 |
| 1746-1747 | Léopold Ier      | Bernbourg-Schaumbourg-Hoym Victor Ier    | Victor-Frédéric           | Victor-Frédéric                       | Christian-Auguste                          | Christian-Auguste                          | Christian-Auguste                                                                         | Auguste-Louis              | 1746-1747 |
| 1747-1751 | Léopold II       | Bernbourg-Schaumbourg-Hoym Victor Ier    | Victor-Frédéric           | Victor-Frédéric                       | Frédéric-Auguste                           | Frédéric-Auguste                           | Frédéric-Auguste                                                                          | Auguste-Louis              | 1747-1751 |
| 1751-1755 | Léopold III      | Bernbourg-Schaumbourg-Hoym Victor Ier    | Victor-Frédéric           | Victor-Frédéric                       | Frédéric-Auguste                           | Frédéric-Auguste                           | Frédéric-Auguste                                                                          | Auguste-Louis              | 1751-1755 |
| 1755-1765 | Léopold III      | Bernbourg-Schaumbourg-Hoym Victor Ier    | Victor-Frédéric           | Victor-Frédéric                       | Frédéric-Auguste                           | Frédéric-Auguste                           | Frédéric-Auguste                                                                          | Charles-Georges-Lebrecht   | 1755-1765 |
| 1765-1772 | Léopold III      | Bernbourg-Schaumbourg-Hoym Victor Ier    | Frédéric-Albert           | Frédéric-Albert                       | Frédéric-Auguste                           | Frédéric-Auguste                           | Frédéric-Auguste                                                                          | Charles-Georges-Lebrecht   | 1765-1772 |
| 1772-1789 | Léopold III      | Bernbourg-Schaumbourg-Hoym Charles-Louis | Frédéric-Albert           | Frédéric-Albert                       | Frédéric-Auguste                           | Frédéric-Auguste                           | Frédéric-Auguste                                                                          | Charles-Georges-Lebrecht   | 1772-1789 |
| 1789-1793 | Léopold III      | Bernbourg-Schaumbourg-Hoym Charles-Louis | Frédéric-Albert           | Frédéric-Albert                       | Frédéric-Auguste                           | Frédéric-Auguste                           | Frédéric-Auguste                                                                          | Auguste-Christian-Frédéric | 1789-1793 |
| 1793-1796 | Léopold III      | Bernbourg-Schaumbourg-Hoym Charles-Louis | Frédéric-Albert           | Frédéric-Albert                       | (succession disputée)                      | (succession disputée)                      | (succession disputée)                                                                     | Auguste-Christian-Frédéric | 1793-1796 |
| 1796-1806 | Léopold III      | Bernbourg-Schaumbourg-Hoym Charles-Louis | Alexis-Frédéric-Christian | Alexis-Frédéric-Christian             | (divisé entre Bernbourg, Dessau et Köthen) | (divisé entre Bernbourg, Dessau et Köthen) | (divisé entre Bernbourg, Dessau et Köthen)                                                | Auguste-Christian-Frédéric | 1796-1806 |
| 1806-1812 | Léopold III      | Bernbourg-Schaumbourg-Hoym Victor II     | Alexis-Frédéric-Christian | Alexis-Frédéric-Christian             | (divisé entre Bernbourg, Dessau et Köthen) | (divisé entre Bernbourg, Dessau et Köthen) | (divisé entre Bernbourg, Dessau et Köthen)                                                | Auguste-Christian-Frédéric | 1806-1812 |
| 1812      | Léopold III      | Bernbourg-Schaumbourg-Hoym Frédéric      | Alexis-Frédéric-Christian | Alexis-Frédéric-Christian             | (divisé entre Bernbourg, Dessau et Köthen) | (divisé entre Bernbourg, Dessau et Köthen) | (divisé entre Bernbourg, Dessau et Köthen)                                                | Louis-Auguste              | 1812      |
| 1812-1817 | Léopold III      | Alexis-Frédéric-Christian                | Alexis-Frédéric-Christian | Alexis-Frédéric-Christian             | (divisé entre Bernbourg, Dessau et Köthen) | (divisé entre Bernbourg, Dessau et Köthen) | (divisé entre Bernbourg, Dessau et Köthen)                                                | Louis-Auguste              | 1812-1817 |
| 1817-1818 | Léopold IV       | Alexis-Frédéric-Christian                | Alexis-Frédéric-Christian | Alexis-Frédéric-Christian             | (divisé entre Bernbourg, Dessau et Köthen) | (divisé entre Bernbourg, Dessau et Köthen) | (divisé entre Bernbourg, Dessau et Köthen)                                                | Louis-Auguste              | 1817-1818 |
| 1818-1830 | Léopold IV       | Alexis-Frédéric-Christian                | Alexis-Frédéric-Christian | Alexis-Frédéric-Christian             | (divisé entre Bernbourg, Dessau et Köthen) | (divisé entre Bernbourg, Dessau et Köthen) | (divisé entre Bernbourg, Dessau et Köthen)                                                | Frédéric-Ferdinand         | 1818-1830 |
| 1830-1834 | Léopold IV       | Alexis-Frédéric-Christian                | Alexis-Frédéric-Christian | Alexis-Frédéric-Christian             | (divisé entre Bernbourg, Dessau et Köthen) | (divisé entre Bernbourg, Dessau et Köthen) | (divisé entre Bernbourg, Dessau et Köthen)                                                | Henri                      | 1830-1834 |
| 1834-1847 | Léopold IV       | Alexandre-Charles                        | Alexandre-Charles         | Alexandre-Charles                     | (divisé entre Bernbourg, Dessau et Köthen) | (divisé entre Bernbourg, Dessau et Köthen) | (divisé entre Bernbourg, Dessau et Köthen)                                                | Henri                      | 1834-1847 |
| 1847-1863 | Léopold IV       | Alexandre-Charles                        | Alexandre-Charles         | Alexandre-Charles                     | (divisé entre Bernbourg, Dessau et Köthen) | (divisé entre Bernbourg, Dessau et Köthen) | (divisé entre Bernbourg, Dessau et Köthen)                                                | Léopold IV                 | 1847-1863 |
| 1863      | Léopold IV       | Léopold IV                               | Léopold IV                | Léopold IV                            | Léopold IV                                 | Léopold IV                                 | Léopold IV                                                                                | Léopold IV                 | 1863      |

## Ducs d'Anhalt (1863-1918)
| Portrait       | Nom                                                | Règne       | Notes |
| -------------- | -------------------------------------------------- | ----------- | --- |
| Léopold IV     | Léopold IV (1er octobre 1794 – 22 mai 1871)        | 1863 – 1871 | |
| Frédéric Ier   | Frédéric Ier (29 avril 1831 – 24 janvier 1904)     | 1871 – 1904 | Fils de Léopold IV et de Frédérique-Wilhelmine de Prusse. |
| Frédéric II    | Frédéric II (19 août 1856 – 22 avril 1918)         | 1904 – 1918 | Deuxième fils de Frédéric Ier et d'Antoinette de Saxe-Altenbourg. Meurt sans descendance. |
| Édouard        | Édouard (18 avril 1861 – 13 septembre 1918)        | 1918 – 1918 | Troisième fils de Frédéric Ier et d'Antoinette de Saxe-Altenbourg. Meurt après moins de cinq mois de règne.                                                                                          |
| Joachim-Ernest | Joachim-Ernest (11 janvier 1901 – 18 février 1947) | 1918 – 1918 | Fils d'Édouard et de Louise-Charlotte de Saxe-Altenbourg. Du fait de son jeune âge, la régence est exercée par son oncle Aribert. Après moins de deux mois de règne, il abdique le 12 novembre 1918. |